# Chasseurs de trolls : Les Contes d'Arcadia
Le Trio venu d'ailleurs
Chasseurs de trolls : Les Contes d'Arcadia (Trollhunters: Tales of Arcadia) est une série télévisée d'animation américaine en 52 épisodes de 23 minutes, créée par Guillermo del Toro et diffusée entre le 23 décembre 2016 et le 25 mai 2018 via le service de streaming Netflix.
Cette série s'inscrit dans un ensemble : Les Contes d'Arcadia, dont les trois autres parties sont Le Trio venu d'ailleurs, Mages et Sorciers et Chasseurs de Trolls : Le Réveil des Titans, cette  dernière étant disponible sur Netflix à compter du 21 juillet 2021.
En France, la série est diffusée sur Gulli et Canal J, en Belgique sur Ouftivi, en Suisse dans le bloc RTS Kids et au Canada sur Télémagino.

## Synopsis
Jimmy Dulac Jr. est un garçon vivant dans la routine. Jusqu'au matin où Jimmy trouve l'Amulette de Merlin. Grâce à cette amulette il devient le chasseur de trolls. Il a donc pour mission de défendre les trolls du marché des trolls (un lieu sûr où vivent des trolls) et vaincre des méchants trolls tel que Bullar, Angor-rot, et Gunmar le noir. Mais la tâche n'est pas de tout repos et Jimmy doit jongler entre sa vie personnelle et sa vie de chasseur. Mais des amis sont là pour l'aider tel que Toby, Claire, Blinky son mentor et Argh.

### Partie 1

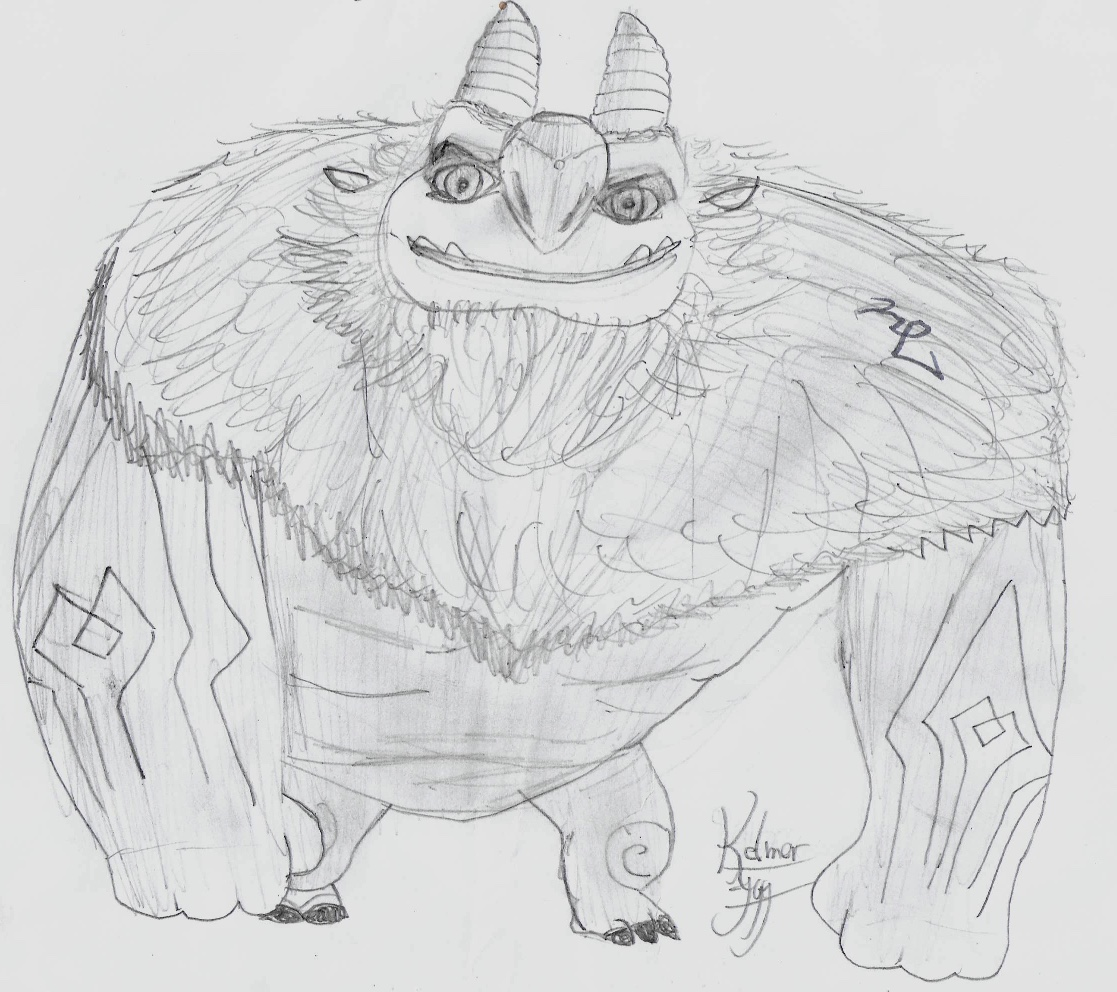
Argh!, un des personnages principaux et Troll typique de la série.

Jimmy Dulac vit seul avec sa mère depuis le départ de son père. Lorsqu'il part à vélo au lycée, comme d'habitude, accompagné de son fidèle ami Toby Domzalski, il trouve par hasard l'amulette de Merlin. L'amulette se met à luire toute la journée dans son sac. Lorsqu'il rentre chez lui, il découvre que l'amulette lui procure une armure et une épée, qui s'ajustent à sa taille, lorsque l'on prononce cette incantation : « Par la grâce de Merlin, que l'astre solaire m'accorde son infinie puissance ! ». Il rencontre aussi dans sa cave, deux trolls Blinky et Argh !. Ils lui expliquent en quoi consiste sa mission en tant que Chasseur de Troll (il est le premier humain à en être un). Il voyage alors dans la capitale souterraine des Trolls, accompagné par son ami Toby qui le rejoint. La ville se nomme le Marché des trolls ; dirigée par Vendel, elle est alimentée par le Coeur de Pierre, un gigantesque cristal produisant énormément d'énergie vitale.
Bien que Blinky l'entraîne assez pour être discret et maître dans l'art du combat, il se fait vite des ennemis : Bular, le fils du Seigneur déchu Gunmar, ainsi que les Changelins, trolls sachant se changer en êtres humains. Son professeur d'histoire, Walter Strickler, en est un. Il y a aussi les Gobelins, petites créatures attaquant en nombre très rancuniers. 
À la fin de la saison, Strickler invoque Angor Rot, un Troll aux nombreux pouvoirs. Celui-ci se fera tuer par Jimmy après de longs combats, et Claire, la petite amie de ce dernier, héritera du sceptre de l'ombre créant des portails de téléportation. 
Gunmar échouera dans son plan pour sortir du Pays des Ténèbres, mais au prix que Jimmy y soit détenu à son tour...

### Partie 2
Jimmy s'échappe du Pays des Ténèbres, avec l'aide de ses amis, ainsi que de Draal qui rejoint son équipe. Il réussit en même temps à récupérer le frère de Claire, détenu pendant qu'un changelin prend sa place dans le monde des humains. Mais Gunmar s'en échappe aussi, avec seulement deux de ses « Gumm-gumms » (membres de son armée) et son conseiller, Dictatius, frère perdu de Blinky. Gunmar prend le contrôle du Marché des Trolls, et son agent Usurna, maîtresse des Changelins, tue Vendel. Gunmar hérite du pouvoir de Coeur de Pierre et recrée son armée. Quelques trolls en réchappent grâce au courage des trois humains, et sont forcés de vivre à la surface. Ensuite, trois changelins rejoignent le bon camp : Strickler, Nomura et Pas-Enrique, le faux frère de Claire.

### Partie 3
Avec tout cela, les héros prennent connaissance d'un nouvel ennemi : la fée Morgane, diabolique sœur du roi Arthur, qui prend le contrôle de Claire et influence Gunmar. Claire est presque sous le controle de la fée Morgane. Jimmy et toby sont parvenu à entrer dans le monde où Claire était enfermée.

## Fiche technique
Sauf indication contraire, les informations mentionnées dans cette section peuvent être confirmées par la base de données cinématographiques IMDb,  présente dans la section « Liens externes ».
- Titre original : Trollhunters: Tales of Arcadia
- Titre français :  Chasseurs de trolls : Les Contes d'Arcadia
- Création : Guillermo del Toro
- Réalisation : Rodrigo Blaas, Elaine Bogan, Andrew L. Schmidt et Johane Matte
- Scénario : Dan Hageman, Kevin Hageman, A.C. Bradley, Chad Quandt et Aaron Waltke
- Direction artistique : Rustam Hasanov
- Casting : Ania Kamieniecki-O'Hare et Mary Hidalgo
- Montage : Graham Fisher, Dean Jackson, John Laus et Marcus Taylor
- Musique : Alexandre Desplat et Tim Davies
- Production : Chad Hammes
  - Production déléguée : Guillermo del Toro, Marc Guggenheim, Dan Hageman, Kevin Hageman, Christina Steinberg et Rodrigo Blaas
  - Production exécutive : Lawrence Jonas
- Sociétés de production : DreamWorks Animation Television et Cha Cha Cha Films (en)
- Pays d'origine :  États-Unis
- Langue originale : anglais
- Genre : série d'animation, fantastique, Heroic Fantasy
- Durée : 23 minutes
- Version française :
  - Société de doublage : TVS[3]

## Distribution

### Personnages principaux
- Anton Yelchin (épisodes 1-41) puis Emile Hirsch (épisode 42-52) (VF : Gauthier Battoue) : James Dulac Jr. / Jimmy Dulac
- Charlie Saxton (en) (VF : Benjamin Bollen) : Tobias Domzalski / Toby Domzalski
- Lexi Medrano (VF : Alice Taurand) : Claire Nuñez
- Kelsey Grammer (VF : Philippe Vincent) : Blinkous Galadrigal / Blinky
- Fred Tatasciore (VF : Michel Vigné) : Argh ! / Aarghaumont
- Ron Perlman (VF : Thierry Murzeau) : Bulaar
- Clancy Brown (VF : Sylvain Lemarié) : Gunmaar
- Jonathan Hyde (VF : Serge Faliu) : Waltolomew Stricklander / Walter Strickler
- Amy Landecker (VF : Danièle Douet) : Barbara
- Victor Raider-Wexler (VF : Philippe Catoire) : Vendel
- Steven Yeun (VF : Thibaut Lacour) : Steve Labrute
- Cole Sand (VF : Gabriel Bismuth-Bienaimé) : Eli Pepperjack

### Personnages secondaires
- Lauren Tom (VF : Sandra Valentin) : Nomura
- Ike Amadi (VF : Patrick Béthune puis Loïc Houdré) : Angor Rot
- Matthew Waterson (VF : Pierre Tissot) : Draal
- Anjelica Huston (VF : Anne Plumet) : Reine Usurna
- David Bradley (VF : Jean-Claude Donda) : Merlin
- Lena Headey (VF : Guylène Ouvrard) : Morgane
- Mark Hamill (VF : Frédéric Souterelle) : Dictatious
- Tom Hiddleston puis James Purefoy (VF : Constantin Pappas) : Kanjigar
- Jimmie Wood (VF : Yann Guillemot) : Pas-Enrique
- Klaus-Peter Grap (VF : Yannick Bellissard) : Otto
- Tom Kenny (VF : Jean Rieffel) : M. Nuñez
- Andrea Navedo (VF : Ingrid Donnadieu puis Christiane Ludot) : Mme Nuñez
- Laraine Newman (VF : Cathy Cerda) : Mémé Domzalski
- Laraine Newman (VF : Guylène Ouvrard) : Mme Jeannette
- Thomas F. Wilson (VF : Paul Borne) : Coach Lawrence
- Fred Tatasciore (VF : Jérémie Covillault) : Shultz
- Rodrigo Blaas (VF : Pascal Germain) : Chompsky
- Yara Shahidi (VF : Valérie Decobert) : Darci
- Lauren Tom (VF : Sandra Valentin) : Mary Wang
- Bebe Wood (VF : Youna Noiret) : Shannon

### Invités
- James Purefoy (VF : Nicolas Justamon) : l'amulette
- Wallace Shawn (VF : Pierre-François Pistorio) : Unkar
- Guillermo del Toro (VF : Gérard Sergue) : M. Molaire
- Melanie Paxson (VF : Cindy Tempez) : Gladys
- Colin O'Donoghue (VF : Romain Altché) : Douxie
- Tatiana Maslany (VF : Diane Kristanek) : Aja Tarron
- Diego Luna (VF : Benjamin Pascal) : Krel  Tarron
- [Qui ?] (VF : Caroline Jacquin) : Brocantia
- Fred Tatasciore (VF : Saïd Amadis) : Gatto

 Source et légende : version française (VF) sur RS Doublage

## Épisodes

### Première saison (2016)
L'intégralité de la première saison est sortie le 23 décembre 2016.
1. L'Amulette de Merlin, - 1er partie (Becoming, Part One)
2. L'Amulette de Merlin, - 2e partie (Becoming, Part Two)
3. Un chasseur de Trolls sachant chasser (Wherefore Art Thou, Trollhunter?)
4. Le Nain, votre ennemi (Gnome Your Enemy)
5. Waka Tchaka (Waka Chaka!)
6. Avec ou sans Draal (Win, Lose, or Draal)
7. La Chasse aux Changelins (To Catch a Changeling)
8. Mission : Babysitting (Adventures in Trollsitting)
9. 16 ans et toutes ses dents (Bittersweet Sixteen)
10. Jeune Atlas (Young Atlas)
11. Mauvaise tambouille (Recipe For Disaster)
12. Sauvez Claire ! (Claire and Present Danger)
13. La Bataille des deux ponts (The Battle of Two Bridges)
14. Le Retour du chasseur de Trolls (Return of the Trollhunter)
15. À l'aise, glaise (Mudslinging)
16. Voyage au centre de l'abdomen (Roaming Fees May Apply)
17. La Folle Journée de Blinky (Blinky's Day Out)
18. Toby, roi des marais (The Shattered King)
19. Têtes en l'air (Airheads)
20. Cauchemar au lycée (Where is my Mind?)
21. Une fête monstre (Party Monster)
22. Il était temps ! (It's About Time)
23. Part'naires (Wingmen)
24. Quand y en a plus, y en a Angor ! (Angor Management)
25. Une nuit inoubliable (A Night to Remember)
26. Rot face à son destin (Something Rotten This Way Comes)

### Deuxième saison (2017)
L'intégralité de la deuxième saison est sortie le 15 décembre 2017.
1. Prisonnier des Ténèbres (Escape from the Darklands)
2. Le Fracasseur de crânes (Skullcrusher)
3. Grand Theft Otto (Grand Theft Otto)
4. Kanjigargh (KanjigAAARRRGGHH!!!)
5. On rentre à la maison (Homecoming)
6. Kss Kss, Bang Bang (Hiss Hiss, Bang Bang)
7. Un héros aux cent visages (Hero with a Thousand Faces)
8. La Magie de la farine (Just Add Water)
9. Les Monstrotueurs (The Creepslayerz)
10. Esprits rebelles (The Reckless Club)
11. L'Amulette de Merlin, seconde chance (Unbecoming)
12. Cascades judiciaires (Mistrial and Error)
13. L'Arrivée du roi des Gumm-gumms (In the Hall of the Gumm-Gumm King)

### Troisième saison (2018)
L'intégralité de la troisième saison est sortie le 25 mai 2018.
1. Ronde de nuit (A Night Patrol)
2. Ennemis publics (Arcadia's Most Wanted)
3. Un café mal torréfié (Bad Coffee)
4. Ma petite amie est une sorcière (So I'm Dating a Sorceress)
5. L'Exorcisme de Claire Nunez (The Exorcism of Claire Nunez)
6. Conseil de famille (Parental Guidance)
7. Le Serment (The Oath)
8. Par la grâce de Merlin (For the Glory of Merlin)
9. Entre de bonnes mains (In Good Hands)
10. Une maison fragilisée (A House Divided)
11. Chasseur de Jimmy (Jimhunters)
12. Le Chasseur éternel - 1er partie (The Eternal Knight Part 1)
13. Le Chasseur éternel - 2e partie (The Eternal Knight Part 2)

## Production

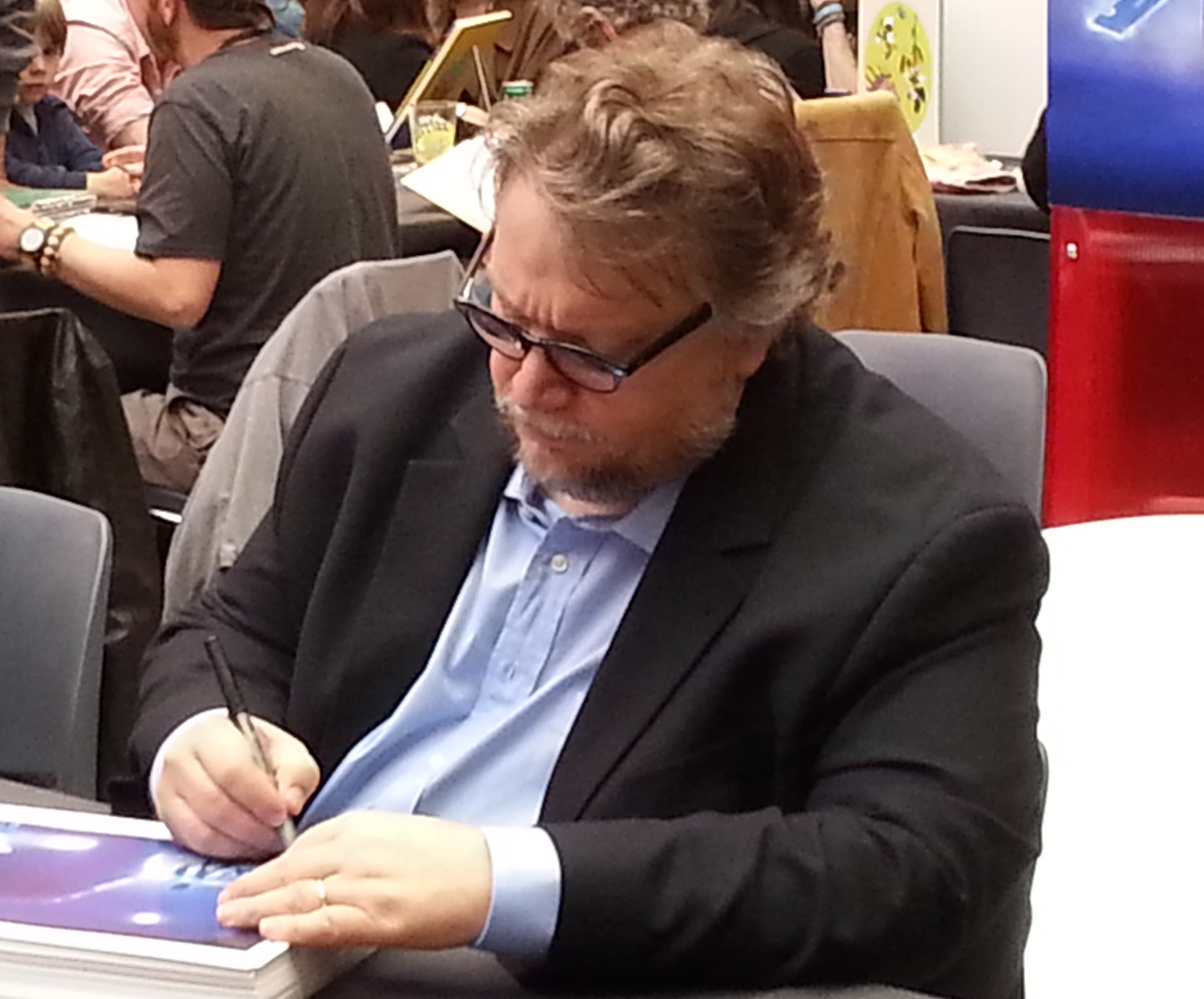
Le créateur Guillermo del Toro au Festival d'Animation d'Annecy 2016.

Initialement, Guillermo del Toro, le créateur de la série, envisageait son idée comme une série télévisée en prises de vues réelles. Cependant, la série a été jugée trop chère à produire. Par conséquent, il transforme son idée en un livre, nommé Trollhunters, qu'il coécrit avec Daniel Kraus (en) afin de présenter son univers au public. En 2010, Del Toro conclut un accord avec DreamWorks Animation afin d'écrire et réaliser un film Trollhunters,. Parallèlement, le livre est déjà écrit et Del Toro prévoit de le publier pendant qu'il réalise le film. Cependant, DreamWorks Animation propose au réalisateur de transformer le film en une série d'animation. Del Toro accepte et le livre sort finalement en juillet 2015. En 2018, il est annoncé que la partie 3 serait la dernière de la série, mais que la série était bien l'introduction du projet Tales of Arcadia. Trollhunters est donc suivi de deux autres séries dont l'une est prévue pour plus tard dans l'année 2018 et met en scène 2 personnages apparus lors de la partie 3 (le frère et la sœur qui s'avèrent en réalité être des aliens - le prince et la princesse d'un monde attaqué, cherchant à réparer leur vaisseau spatial pour libérer leur planète). La troisième série est sortie en 2019 et met en scène les héros d'Arcadia se battant pour le contrôle de la magie et sauver l'univers.

## Accueil
Chasseurs de trolls : Les Contes d'Arcadia reçoit un accueil favorable de la part des critiques. Sur le site Rotten Tomatoes, la première saison obtient un score de 94 % et une note moyenne de 7,81/10 pour un total de quinze critiques. Le consensus du site conclut que « Chasseurs de trolls parvient à capturer l'enthousiasme de Del Toro pour raconter des histoires de monstres, d'une manière jeune et plus colorée qui pourrait bien lui faire gagner une nouvelle génération de fans ». Sur Metacritic, la saison obtient un score de 69 sur 100, sur la base de sept critiques, indiquant des avis majoritairement positifs.

## Distinctions

### Récompenses
- Annie Awards 2017[11] :
  - Meilleure animation d'un personnage dans une série d'animation pour Mike Chaffe dans l'épisode L'Amulette de Merlin, première partie
  - Meilleur storyboard dans une série d'animation pour Hyun Joo Song pour l'épisode Avec ou sans Draal
  - Meilleur character design dans une série d'animation pour Víctor Maldonado, Alfredo Torres et Jules Rigolle pour l'épisode Avec ou sans Draal
- Daytime Emmy Awards 2017[12],[13] :
  - Meilleure animation d'un personnage pour Mike Chaffe pour l'épisode L'Amulette de Merlin, première partie
  - Meilleur character design pour Victor Maldonado pour l'épisode Avec ou sans Draal
  - Meilleure interprétation dans un programme d'animation pour Kelsey Grammer
  - Meilleur casting pour une série d'animation ou special pour Mary Hidalgo et Ania O'Hare
  - Meilleur scénario dans un programme d'animation pour Marc Guggenheim
  - Meilleure réalisation dans un programme d'animation pour Rodrigo Blaas et Guillermo del Toro

### Nominations
- Annie Awards 2017 : Meilleure musique dans une série d'animation pour Alexandre Desplat et Tim Davies pour l'épisode L'Amulette de Merlin, première partie
- Daytime Emmy Awards 2017 Meilleur programme d'animation pour Guillermo del Toro, Rodrigo Blaas, Marc Guggenheim, Chad Hammes, Christina Steinberg, Dan Hageman, Kevin Hageman et Lawrence Jonas
  - Meilleur générique de début et graphismes pour Rodrigo Blaas, Andy Erekson, Jonathan Catalan, Dai Weier, John Laus et David M.V. Jones
  - Meilleur mixage audio – Animation pour Matthew Thomas Hall et Carlos Sanches
- Saturn Awards 2017[14] :  Meilleure série d'animation ou film à la télévision